# Munsterhjelm
Munsterhjelm är en svensk och finländsk adelsätt.
Rotger eller Riggert von Munster (död 1626), köpman i Åbo, räknas numera som ättens stamfader, med tillägget att han troligen kom från Münster i Westfalen. Gabriel Anrep anger att stamfadern hette Berndt Rygertsson Munster och att denne tagit namnet från Munstis i Pikie socken i Finland. Den senare av dessa var borgmästare i Åbo. Son till honom, och sonson till Rotger von Munster, var Anders Munster (1667-1748), vice president i Åbo hovrätt. Han adlades år 1726 med namnet Munsterhjelm, och ätten introducerades samma år på nummer 1796. Anders Munsterhjelm var gift två gånger men fick bara barn i sitt första äktenskap, med Beata Starensköld. De fick tio barn. Döttrarna gifte sig med en häradshövding Wessman, med Åboprofessorn Anders Pryss, Haij och Tammelin. Tre av deras bröder förde ätten vidare på svärdssidan. Två av dessa, Anders och löjtnanten Nils Munsterhjelm fick dock inga söner som i deras tur förde deras grenar vidare på svärdssidan, dock fick den senare av dessa dottern Anna Margareta Munsterhjelm som blev stammoder till adelsätten Segerstråle.
En tredje bror, Johan Munsterhjelm, var kapten och gift med Anna Maria Tawast som härstammade från Bureätten. Från dessa makar härstammar alla senare medlemmar av ätten. Deras yngsta dotter Beata Maria Munsterhjelm var gift med Otto Reinhold von Essen af Zellie. Hennes bror Anders Munsterhjelm, kapten, var gift med en dotter till brukspatronen Anders Nohrström som uppfört Strömfors bruk. Anders Johan Munsterhjelm, son till de föregående makarna, upptogs på Finlands riddarhus varefter ätten är utgången i Sverige sedan inget av hans syskon fick efterkommande. Två medlemmar av ätten har återinvandrat till Sverige och återupptagits i Riddarhuset.

## Personer med efternamnet Munsterhjelm
Personer utan angiven nationalitet är från Finland.
- Ali Munsterhjelm (1873–1944), målare
- Ebba Munsterhjelm (1888–1972), skolledare
- Erik Munsterhjelm (1905–1992), geolog och författare
- Ester Munsterhjelm, (1876–1966) sångerska och sånglärare
- Gustaf Richard Munsterhjelm (1876–1928), lektor
- Hjalmar Munsterhjelm (1840–1905), målare
- John Munsterhjelm (1879–1925), bildhuggare
- Ludvig Munsterhjelm (1880–1955), författare
- Riggert Munsterhjelm (född 1954), biolog och målare
- Sofie Munsterhjelm (1801–1867), adelskvinna